# Madona Benois
Esta Virgen con el Niño y flores, conocida como Madona Benois, es un cuadro del pintor renacentista italiano Leonardo da Vinci. Está realizado al óleo sobre tabla transportado a tela. Mide 48 cm de alto y 31 cm de ancho. Pertenece al periodo 1478-82. Se conserva en el Museo del Hermitage de San Petersburgo en Rusia.

## Historia
Puede ser una de las dos Vírgenes con Niño que Leonardo da Vinci comenzó en octubre de 1478, como él mismo señaló. La otra sería la Virgen del clavel que se encuentra en Múnich. Parece que la Madona Benois fue la primera obra pintada por Leonardo con independencia de su maestro, Verrocchio. Hay dos esbozos preliminares de Leonardo para esta obra en el Museo Británico. Recibió el nombre de Madona Benois por la familia que poseía esta obra. 
Bocchi, en 1591, mencionaba esta obra en la casa florentina de Matteo y Giovanni Botti: «tablilla pintada al óleo de mano de Leonardo da Vinci, de excesiva belleza, donde está pintada una Madona con suma habilidad y con extrema diligencia; la figura de Cristo, que es Niño, es bella y maravillosa: se ve en aquel un alzar de la mirada singular y trabajo impresionante en la dificultad de la actitud con feliz facilidad», descripción que podría referirse también a la Virgen del clavel, que por la originalidad compositiva y la búsqueda del relieve parece libre de cualquier influjo del taller de Verrocchio.
Durante siglos, esta Virgen con el Niño y flores se consideró perdida. Sólo en 1909, el arquitecto Leon Benois sensacionalmente la exhibió en San Petersburgo como parte de las colecciones de su suegro. La pintura había sido aparentemente traída desde Italia a Rusia por el destacado aficionado Alexander Korsakov en los años 1790. A la muerte de Korsakov, fue vendida por su hijo al comerciante de Astracán Sapoznikov por 1400 rublos (1824), y de esta manera pasó en herencia a la familia Benois en 1880. Después de mucho debate sobre la atribución, Leon Benois vendió la pintura al Imperial Museo del Hermitage en 1914. Desde entonces, se ha exhibido en San Petersburgo.

## Análisis
La pintura representa a María y a su hijo en un juego de miradas que resulta muy natural y que no puede encontrarse en ninguna pintura italiana de la época. En particular resultaban novedosos, la expresión de la Virgen y su rostro en forma de triángulo invertido; posteriormente, Leonardo perfeccionará el modelo en La Virgen de las Rocas del Louvre. Es una madre con su hijo en momentos privados, reflejando una preciosa emoción entre ellos, a través de las miradas y los suaves ademanes de las manos. Esta era la intención del autor, que pareciesen naturales.
Leonardo alcanzó esta calidad por medio de estudios de la naturaleza y produjo varias pinturas, esbozos y un número muy grande de dibujos sobre este tema. 
Las dos figuras, de la Madre y el Hijo, están dispuestas de forma oblicua y contrapuesta, pero unidas entre sí en el centro de la composición por una flor con la que los dos juegan. Según algunos, los cuatro pétalos serían una alegoría de la futura crucifixión. Una ventana rompe el fondo.
Esta pintura demuestra el método recientemente desarrollado en la época y que fue llamado claroscuro, una técnica de iluminación que oscurece las figuras y que las hace parecer en tres dimensiones. Puede considerarse como obra de transición entre las obras de su primera estancia en Florencia y las que hizo en Milán. 
La complejidad y el detalle de estas pinturas fijaron patrones nuevos. La composición de la Virgen con el Niño y flores acabó siendo una de las más populares de Leonardo. Fue muy copiada por jóvenes artistas incluido Rafael, cuya versión del diseño de Leonardo (Virgen de las rosas) fue adquirida en 2004 por la National Gallery de Londres. Sin embargo, actualmente es una de las obras menos conocidas del pintor.
La imagen de María, sin dientes, puede explicarse por el estado inacabado del trabajo, como muchas otras pinturas de Leonardo.